# エレッセ
エレッセ（ellesse）はイタリアのスポーツアパレルメーカー。イタリア中部の古都ペルージャにて貴族であるレオナルド・サルバディオにより1959年創設。

## 沿革
革新的なスキーウエア「JET-PANTS（ジェットパンツ）」を開発。1970年、当時、機能的かつデザイン性を合わせ持つスキーパンツが無い時代に、サルバディオ氏は革新をもたらした。初めてスキーパンツにストレッチ機能を施し、脚にフィットさせた美しいパンツを完成。スキーにスマートで優雅なイメージを定着させた。
テニスウエア販売開始。テニスウエアにパステルカラーを導入。このロイヤルスキーを契機に世界の注目を集めたサルバディオ氏が、次にターゲットとしたのがロイヤルスポーツとして上流階級に楽しまれていたテニスであった。それまでのテニスウエアは「白一色」が常識であり、それが高貴なスタイルとされていたが、
テニスはもっと明るく、そしてセクシーであるべきと考え、カラフルであり高級リゾートに溶け込む高品質ウエアを発表した。この「常識破り」で「高貴なスポーツへの反逆」的テニスウエアは賛否両論を呼び、あっという間に全世界の話題となった。このパステルカラーに彩られたテニスウエアはファッションセンス溢れる男女に受け入れられ、さらにはテニス全体のイメージを塗り替えてテニスの世界的大ブームを呼ぶことになった。
エレッセが単なるエポックメーカーに終わらなかったのは、サルバディオ氏の「スポーツウエアはそれ自体が道具でなければならず、機能を備えた美に基づかなければならない」という信念による。

### ロゴの由来
エレッセの名前の由来は創設者レオナルド・サルバディオ氏のイニシャル「L・S」を使用。Lのイタリア音エッレ「elle」とSのイタリア音エッセ「esse」を合わせ、「ellesse」となった。

### ハーフボールの由来
ロゴの名称は「ハーフボールマーク」でテニスボールとスキーの先端をモチーフとしている。赤は「情熱」、オレンジは「イタリアの太陽」を、それぞれ表現しており、創立者レオナルド・サルバディオ氏の美意識を現代に受け継ぐシンボルとして使用されている。

## 略歴
- 1959年―イタリア中部古都ペルージャでレオナルド・サルバディオによって創設
- 1970年―革新的スキーパンツ「JET-PANTS」発売
- 1974年―イタリアナショナルスキーチームをスポンサー
- 1975年―テニスウエア販売開始。テニスウエアにパステルカラーを導入
- 1980年―クリス・エバートと契約
- 1981年―10か国のナショナルスキーチームをスポンサー
- 1982年―イタリアのサッカーチームをスポンサー
- 1983年―ボリス・ベッカーと契約
- 1990年―FEDCUP日本代表公式テニスウエアスポンサー
- 1994年―イギリスのブランドマネジメント会社ペントランドグループがエレッセを買収
- 1996年―伊達公子と契約。ウインブルドンで日本人初のベスト４
- 2014年―DAVISCUP日本代表公式テニスウエアスポンサー。男女とも日本テニス協会、ナショナルチームの公式テニスウエアスポンサーとなる